# Fanny Krug
Stephanie „Fanny“ Krug (* 1970 in Ost-Berlin) ist eine deutsche Sängerin.

## Leben
Sie ist die zweitjüngste Tochter des Schauspielers und Sängers Manfred Krug und dessen Frau Ottilie. Obwohl sie bereits als Kind gern mit dem Vater sang und in Filmen in kleineren Rollen zu sehen war, ging sie beruflich andere Wege. Sie machte nach der Ausreise ihrer Familie aus der DDR in West-Berlin eine Ausbildung zur Logopädin. Sie behandelte am Berliner Universitätsklinikum Schauspieler mit Stimmproblemen. Gesang war zu dieser Zeit nur ihr Hobby. Sie sang im Chor sowie in einem Jazz-Trio.
Nach der Geburt ihrer Tochter Philine begann sie im Alter von 28 Jahren eine Schauspiel- und Gesangsausbildung. Um ihren Vater auf seiner Tournee zu begleiten, brach sie die Ausbildung ab. Ihre Konzertpremiere hatte sie im Mai 2001 im Steintor-Varieté in Halle. Bis 2003 tourten sie mit dem Programm Manfred Krug, live – Lesung und Gesang durch Deutschland. Auf dieser Tour entstand die CD Manfred Krug Live mit Fanny.
2003 wurde die CD Sweet Nothings veröffentlicht. Auf ihr finden sich ebenfalls Duette mit Vater Manfred. Nach der langjährigen Zusammenarbeit mit ihrem Vater entstand der Wunsch nach einem Solo-Programm: „Ich wollte mich als Sängerin freischwimmen, ganz Eigenes wagen.“ 2006 entstand ihr Programm Mädchenplaudereien. Mit eigener Band präsentierte sie persönliche Lieder mit eigenen Texten.

## Diskografie (Auswahl)
- 2000: Charles Brauer und Manfred Krug Tatort – die Songs
- 2001: Manfred Krug Live mit Fanny
- 2003: Fanny & Manfred Krug Sweet Nothings (Zusammen mit Decebal Badila)
- 2017: Manfred Krug Seine Lieder (In einem Regen)